# Клинское (Брасовский район)
Клинское — село в Брасовском районе Брянской области, в составе Дубровского сельского поселения. 
 Расположено в 6 км к востоку от села Дубровка. Население — 11 человек (2010).

## История
Упоминается с 1620-х гг. в составе Брасовского стана Комарицкой волости, как существующее село с Николаевской церковью. С 1741 года — владение Апраксиных, построивших в 1793 году новую Преображенскую церковь (не сохранилась).
В 1778—1782 гг. входило в Луганский уезд, затем до 1929 в Севском уезде (с 1861 года — в Литовенской (Девичьевской) волости, с 1924 в Брасовской волости). В 1900 году была открыта церковно-приходская школа.
С 1929 года в Брасовском районе; до 1930-х гг. — центр Клинского сельсовета.
| Годы      | 1866 | 1878 | 1897 | 1926 | 1979 | 1989 | 2002 | 2010 |
| --------- | ---- | ---- | ---- | ---- | ---- | ---- | ---- | ---- |
| Население | 282  | 383  | 555  | 788  | 125  | 65   | 29   | 11   |

В селе родился Герой Советского Союза Иван Иванов.